# Archidiecezja Perth
Archidiecezja Perth – jedna z 5 archidiecezji Kościoła rzymskokatolickiego w Australii, najważniejsza spośród czterech diecezji metropolii Perth. Powstała w 1845 jako diecezja w ramach metropolii Sydney. W 1913 została podniesiona do rangi archidiecezji.